# La Silla-observatorium

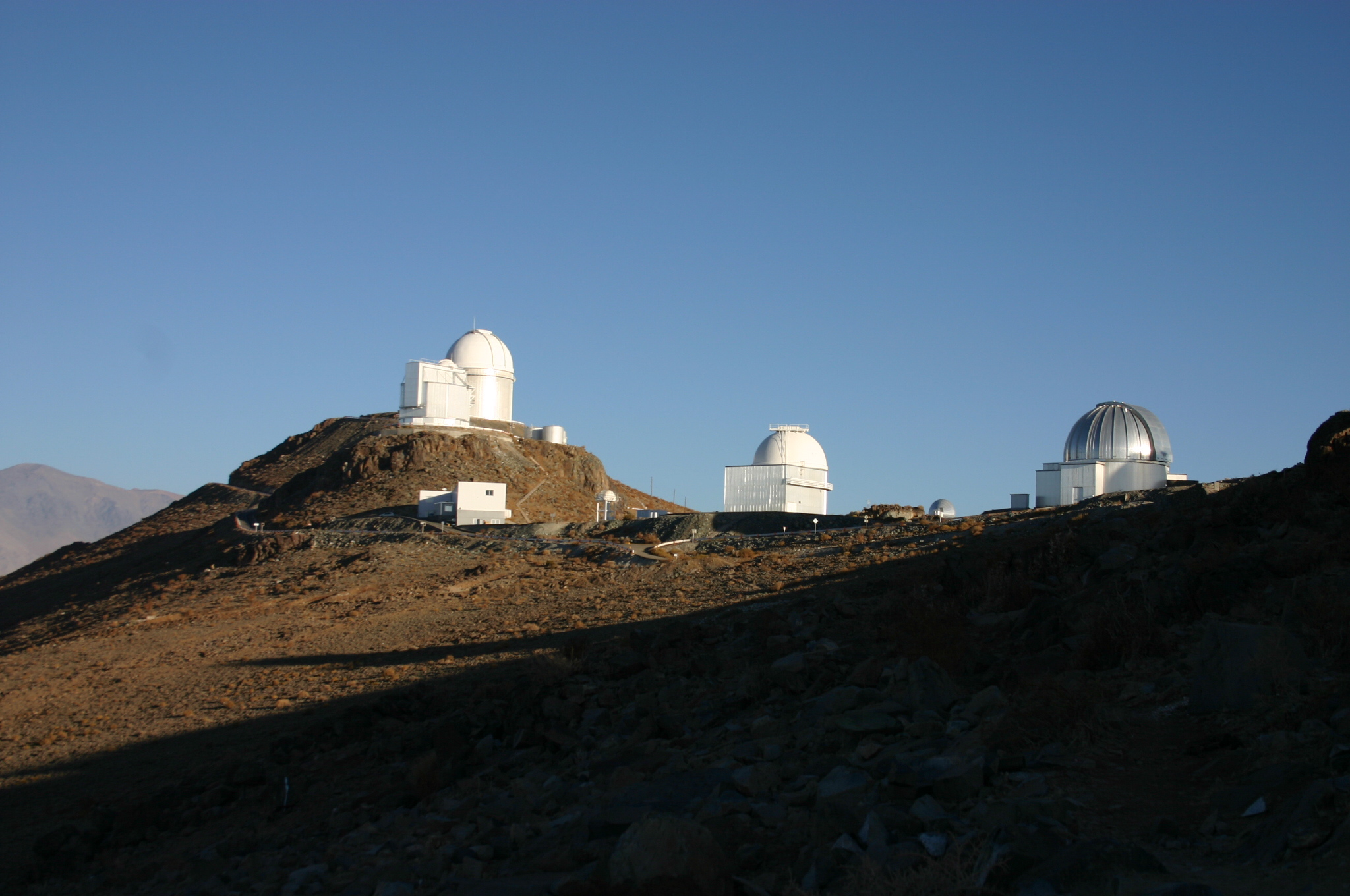
La Silla. Vanaf rechts ziet men de zilverkleurige koepel van 2,2 meter, het hoogste punt van de antenne van de SEST, de 1,5 m ESO telescoop (buiten dienst), de Differential Motion Monitor die de seeing meet, de mechanische werkplaats en verder het vierkante eind van de NTT, met erboven de 3,6 m telescoop.

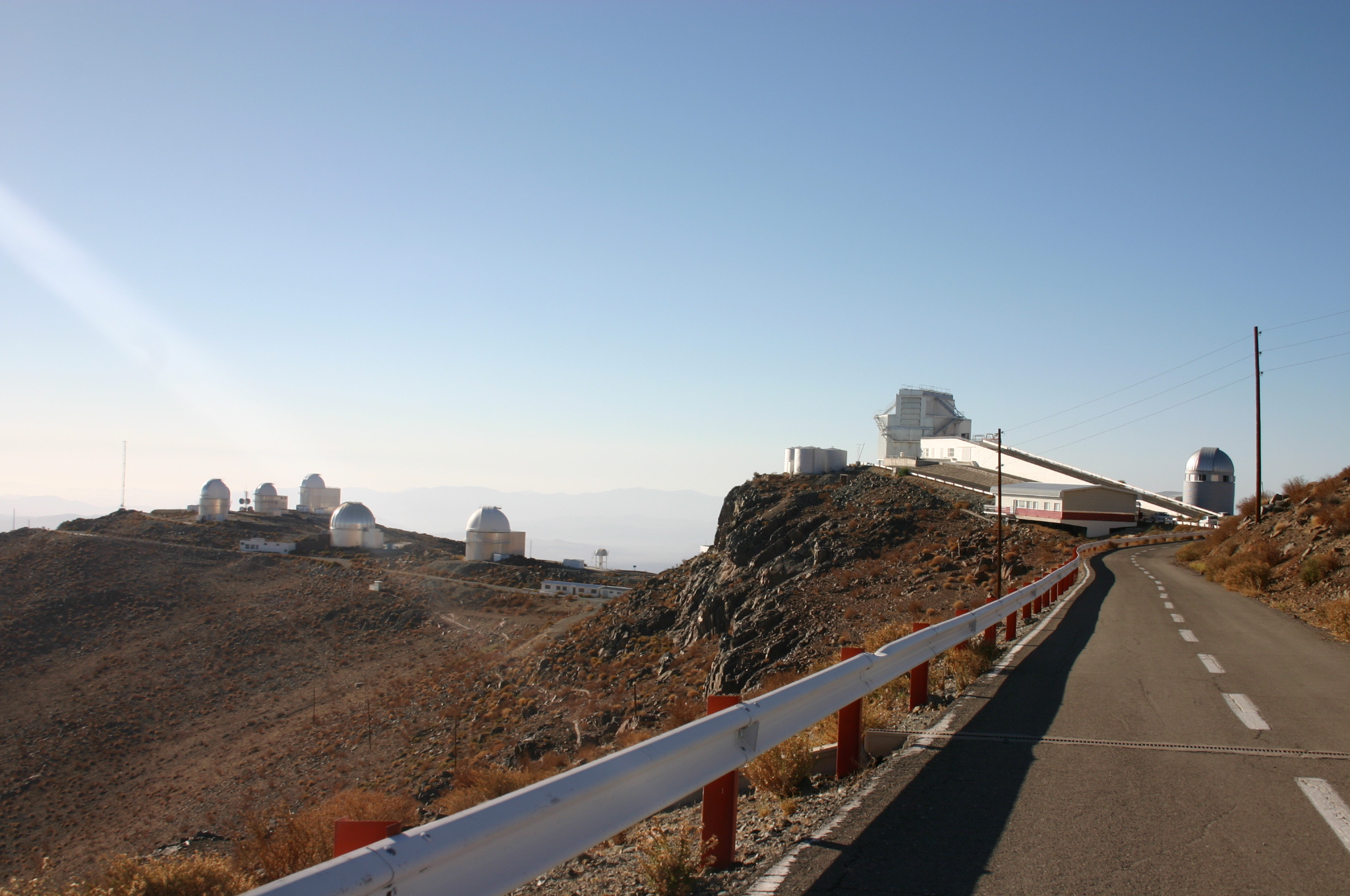
Het terrein van La Silla vanaf de weg naar SEST. Rechts de koepel van de Zwitserse telescoop, het platte gebouw van de RITZ (Remote Integrated Telescope Zentrum), dat het operations centrum is van de telescopen: van 3,6 meter, van 2,2 meter, van de NTT, het vierkante eind van de NTT, de Differential Motion Monitor (die de seeing meet), de 1,5 m ESO telescoop, van de 2,2 meter, van de 0,5 en 1 meter en van de Danish 1,5m.

Het La Silla-observatorium is een sterrenwacht in Chili met achttien telescopen. Negen van deze telescopen werden gebouwd door de Europese Zuidelijke Sterrenwacht (European Southern Observatory, ESO) en verschillende van de andere worden onderhouden door de ESO. Het observatorium, dat geopend werd in 1969, is een van de grootste op het zuidelijk halfrond.
La Silla is een berg van 2400 meter hoog die grenst aan de zuidelijke extremen van de Atacamawoestijn in Chili. Hij ligt ongeveer 160 km noordelijk van La Serena.
Oorspronkelijk heette de berg Cinchado. De berg kreeg zijn nieuwe naam La Silla (het zadel) vanwege zijn vorm. Hij rijst vrij geïsoleerd omhoog, ver verwijderd van kunstmatige bronnen van licht en stof, de ergste vijanden van astronomen.
La Silla herbergt veel telescopen van ESO, maar ook van andere instituten en universiteiten. Veel kleinere telescopen zijn inmiddels stilgelegd, niettemin speelt La Silla in de tijd van de Very Large Telescope van het Paranal-observatorium van de ESO nog een belangrijke rol.
| Telescoop                                | Diameter    | Soort                                                    | Opmerkingen                                          |
| ---------------------------------------- | ----------- | -------------------------------------------------------- | ---------------------------------------------------- |
| ESO 3.6m                                 | 3,6 m       | Optisch/Infrarood                                        | ESO, sinds 1976                                      |
| New Technology Telescope NTT             | 3,5m        | Optisch/Infrarood                                        | ESO, sinds 1989                                      |
| 2.2m                                     | 2,2m        | Optisch/Infrarood                                        | Bruikleen van MPG, sinds 1984                        |
| ESO 1.5m                                 | 1,5m        |                                                          | ESO, buiten bedrijf                                  |
| Danish 1.5m                              | 1,5m        |                                                          | Denemarken, 1979                                     |
| Coudé Auxiliary Telescope CAT            | 1,4m        | Hulptelescoop voor de Coudé-spectrograaf van de ESO 3,6m | ESO, buiten bedrijf                                  |
| Geneva 1.2m                              | 1,2m        | Speurwerk naar exoplaneten                               | Zwitserland                                          |
| Schmidt-Telescope                        | 1m          |                                                          | ESO, 1971, buiten bedrijf                            |
| ESO 1m                                   | 1m          | speciaal voor fotometrie                                 | ESO, buiten bedrijf                                  |
| DENIS                                    | 1m          | speciaal voor infraroodwaarnemingen                      | Frankrijk                                            |
| Marly 1m                                 | 1m          | EROS-Project                                             | Frankrijk, buiten bedrijf                            |
| Dutch 90cm                               | 0,9m        |                                                          | Nederland, 1979, buiten bedrijf                      |
| BlackGEM                                 | 10-15x0,65m |                                                          |                                                      |
| ESO 50cm                                 | 0,5m        |                                                          | ESO, 1971, buiten bedrijf                            |
| Bochum-Telescope                         | 0,61m       |                                                          | Universiteit Bochum, Duitsland, 1968, buiten bedrijf |
| ESO 50cm                                 | 0,5m        |                                                          | ESO, 1971, buiten bedrijf                            |
| Danish 50cm                              | 0,5m        |                                                          | Denemarken, 1971, buiten bedrijf                     |
| Grand Prism Objectif GPO                 |             |                                                          | ESO, 1968, buiten bedrijf                            |
| Marseille 40cm                           | 0,4m        |                                                          | Frankrijk, buiten bedrijf                            |
| Swedish ESO Submillimeter Telescope SEST | 15m         | Submillimeter/Millimeter                                 | Zweden, ESO, 1987, buiten bedrijf                    |

| | |                                                                                                  |
| De ESO 3,6 m telescoop (links) vanaf het terras voor de Zwitserse telescoop. De kist beneden in het midden bevat een kleine amateurtelescoop die de sarcofaag heet. | La Silla, tussen de slaapvertrekken en het bovenste punt van de 3,6 m telescoop. Links vooraan is de Danish 1,5 telescoop die de gehele maan bedekt. Rechts daarvan is koepel van de 2,2 m telescoop. Achteraan de 3,6 m telescoop met zijn CAT. Helemaal rechts is de SEST in rusttoestand. | Typische zonsondergang op La Silla. De koepel van de 2,2 m telescoop is naar het oosten geopend. |